# 후타미군

후타미군의 위치

후타미군(일본어: 二海郡)은 일본 홋카이도의 군이다. 2005년 10월 1일, 오시마 지청 관내의 야마코시군 야쿠모정과 히야마 지청 관내의 니시군 구마이시정이 합병해 야쿠모정을 신설하면서 새롭게 설치된 군으로, 우치우라만과 동해에 접하는 것에서 ‘2개의 바다’라는 의미로 이름 붙여졌다.
인구 14,514명, 면적 956.08km², 인구밀도 15.2명/km².(2025년 2월 28일, 주민기본대장인구)
이하 1정으로 구성된다.
- 야쿠모정(八雲町)

## 역사
- 2005년 10월 1일 - 야마코시군 야쿠모정과 니시군 구마이시정이 합병해, 후타미군 야쿠모정이 성립하였다.